# Corral de Ayllón
Corral de Ayllón – gmina w Hiszpanii, w prowincji Segowia, w Kastylii i León, o powierzchni 18,06 km². W 2011 roku gmina liczyła 91 mieszkańców.